# Husmasknattsländor
Husmasknattsländor (Limnephilidae) är en familj i insektsordningen nattsländor. 
Husmasknattsländor är en av de artrikaste familjerna inom ordningen nattsländor och innehåller närmare 100 olika släkten. De flesta arterna förekommer på norra halvklotet, vid vattendrag eller vattenansamlingar, som bäckar, åar och sjöar.
Larverna lever i vatten och hör till de nattsländelarver som brukar kallas för husmaskar, då de bygger ett yttre skydd eller "hus" av små sandkorn eller bitar av växter, snäckskal och pinnar. Ett undantag utgör larverna av släktet Enoicyla, som lever på land, bland fuktiga löv och mossa. Larverna livnär sig på alger, döda växtdelar och kadaver.
I Sverige finns 87 arter av husmasknattsländor, uppdelade på 24 olika släkten.